# 10 West 56th Street
10 West 56th Street (originalmente Frederick C. y Birdsall Otis Edey Residence) es un edificio comercial en el Midtown Manhattan de Nueva York (Estados Unidos). Está en el costado sur de la calle 56 entre la Quinta Avenida y la Sexta Avenida. El edificio de seis pisos fue diseñado por Warren y Wetmore en el estilo neorrenacentista francés. Fue construido en 1901 como una residencia privada, una de varias en la "Bankers' Row" (la "Fila de los banqueros") de la calle 56.
La fachada principal está revestida en gran parte con piedra caliza, mientras que las fachadas laterales están revestidas con ladrillo y tienen quoins de piedra caliza. En la planta baja hay un escaparate de vidrio con pilares de hormigón moldeado rústico. El segundo piso contiene una ventana arqueada de estilo palladiano, mientras que el tercer y cuarto pisos tienen ventanas tripartitas. Un techo abuhardillado se eleva sobre el cuarto piso. Según el Departamento de Planificación Urbana de la ciudad de Nueva York, la casa tiene 1528 m² en el interior.
La casa fue encargada por el corredor de bolsa Frederick C. Edey y su esposa Birdsall Otis Edey en 1899. Inicialmente, la pareja había planeado diseñar su casa junto a su vecina H. B. Hollins, en el 12 West 56th Street, pero un convenio impidió que la casa Edey se construyera durante dos años. Los Edey ocuparon la casa hasta 1919, cuando Frangold Realty Company la compró y agregó un sexto piso. Durante los años siguientes, se utilizó principalmente con fines comerciales, aunque Elizabeth Taylor también vivió en la casa a mediados de la década de 1950. La Comisión de Preservación de Monumentos Históricos de la Ciudad de Nueva York la designó monumento oficial en 2007. La casa es propiedad del multimillonario Carlos Slim desde 2011.

## Sitio
10 West 56th Street se encuentra en el barrio de Midtown Manhattan de la ciudad de Nueva York. Está a lo largo de la acera sur de la calle 56 entre la Quinta Avenida y la Sexta Avenida. El terreno es rectangular ycubre 232 m², con un frente de 7,6 m en la calle 56 y una profundidad de 30,5 m. El edificio está en la misma cuadra que el rascacielos 712 Fifth Avenue al este; la Iglesia Presbiteriana de la Quinta Avenida al sureste; y las casas adosadas en 12, 26 y 30 West 56th Street hacia el oeste. Otros edificios cercanos incluyen el hotel The Peninsula New York, el University Club of New York y los Rockefeller Apartments al sur; el Corning Glass Building al este; Trump Tower al noreste; y 17 West 56th Street y Crown Building al norte.
La Quinta Avenida entre 42nd Street y Central Park South (59th Street) estuvo relativamente subdesarrollada hasta finales del siglo XIX. El área circundante fue una vez parte de las tierras comunes de la ciudad de Nueva York. El Plan de los Comisionados de 1811 estableció la cuadrícula de calles de Manhattan con lotes de 30,5 m profundidad y 7,6 m ancho. Se construyeron residencias de lujo alrededor de la Quinta Avenida después de la Guerra de Secesión. La cuadra de 56th Street desde la Quinta hasta la Sexta Avenida contenía casas en hilera en 1871, muchas de las cuales estaban empotradas en la línea del lote y tenían escalones de entrada. A fines del siglo XIX, el área tenía muchos residentes adinerados y las casas en el área fueron modificadas o reconstruidas por completo. El bloque adyacente de la calle 56 se estaba convirtiendo en una "fila de banqueros", con las residencias de H. B. Hollins en el número 12, Henry Seligman en el número 30, Edward Wasserman en el número 33 y Arthur Lehman en el número 31. Muchas de estas casas persistieron hasta mediados del siglo XX como parte de un restaurante y una franja comercial.

## Diseño
La casa Edey en 10 West 56th Street fue diseñada por Warren y Wetmore en el estilo renacentista francés con algunos elementos de diseño Beaux-Arts. El edificio tiene seis pisos de altura con un techo de aproximadamente 25,6 m encima de la acera. La fachada está dividida horizontalmente en tres secciones, con énfasis en los pisos intermedios, un rasgo común en las estructuras del Renacimiento francés.
10 West 56th Street se planeó y construyó casi simultáneamente con la casa de H. B. Hollins en 12 West 56th Street. Sin embargo, debido a un convenio que detuvo temporalmente la construcción en el número 10, fueron diseñadas en diferentes estilos por diferentes firmas. Sobre los diseños contrastantes de las casas, Christopher Gray escribió para The New York Times en 2007: "Las dos casas están emparejadas en un baile inquietante, una haciendo el cancán y la otra un minueto ". Según el escritor de arquitectura Robert A. M. Stern, el número 10 parecía "inusualmente rígido" en comparación con la residencia Hollins en el número 12 y la casa de piedra rojiza en el número 8.

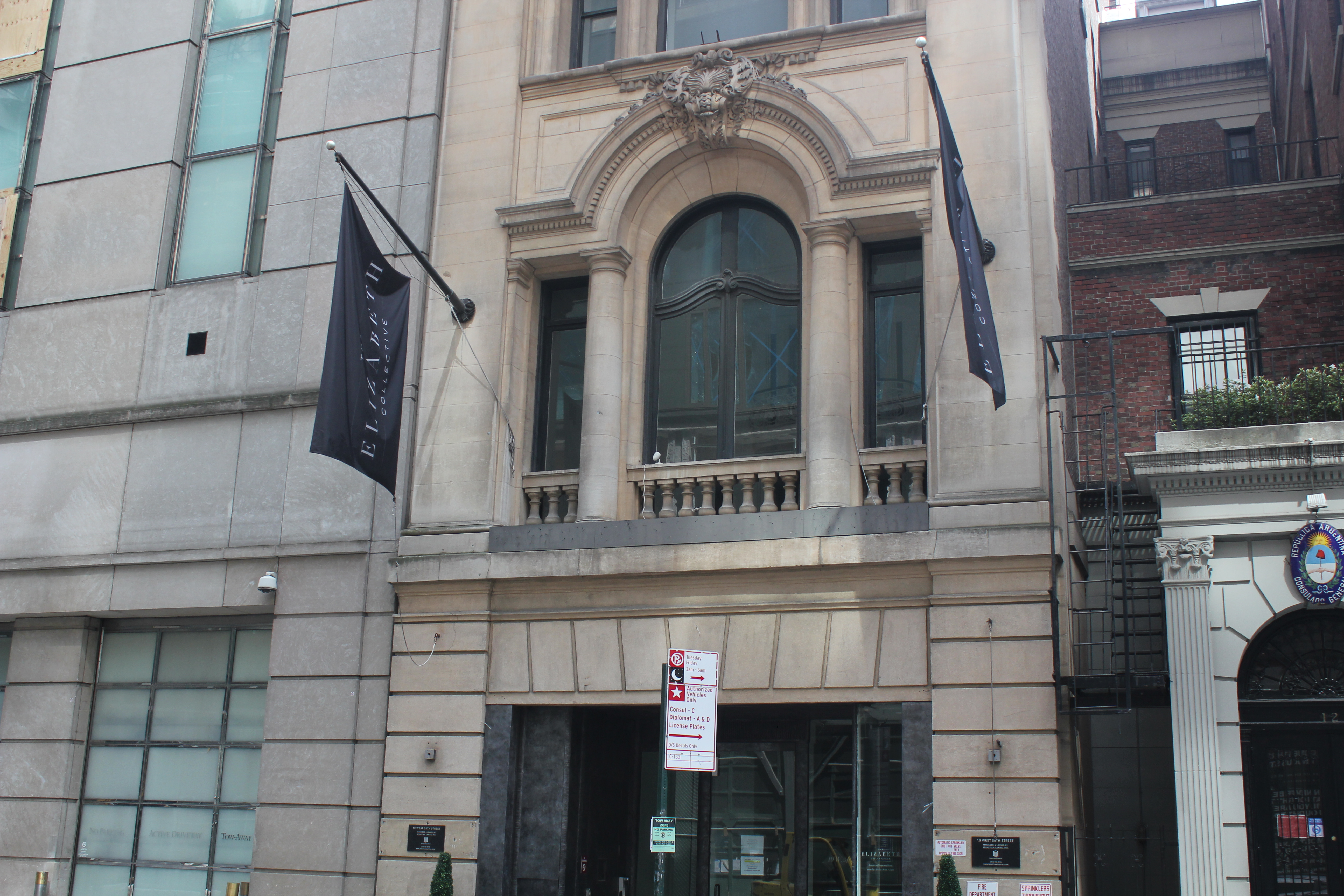
Base comercial modificada, con ventana palladiana del segundo piso arriba

La fachada de la calle 56 se extiende hasta el límite de la línea del lote. La planta baja contiene un escaparate rectangular empotrado con una puerta de vidrio central y dos ventanas con marco de metal a su lado. El escaparate está flanqueado por pilares verticales rústicos, que están hechos de hormigón moldeado. El moderno escaparate tiene una puerta de servicio a la izquierda, o al este, de la puerta principal. Originalmente, la planta baja contenía dos ventanas de ojo de buey, una a cada lado de la entrada principal.
Sobre el primer piso, la fachada de la calle 56 está flanqueada por pilastras de estilo toscano. El segundo piso tiene una balaustrada, así como una ventana palladiana, que se compone de tres cristales separados por dos columnas encajadas. El panel central de la ventana palladiana es una abertura de arco de medio punto con un adornado desplaza cartela y trapezoidal por encima de ella. Un dentellón corre por encima de la ventana palladiana. El tercer piso tiene una ventana tripartita; el panel central es más grande que los dos paneles exteriores y está coronado por una piedra angular. Un marcapiano moldeado y una cornisa con modillones recorren todo el tercer piso, interrumpiendo las pilastras. El cuarto piso también tiene una ventana tripartita, pero los cristales son todos del mismo tamaño y están rematados por piedras angulares. Por encima de la cuarta planta es una balaustrada, así como el cobre mansarda con tres buhardillas ventanas. El techo tiene chimeneas y parapetos.
La fachada este está completamente bloqueada por el rascacielos 712 de la Quinta Avenida. La fachada oeste está revestida con ladrillos y tiene cuñas de piedra caliza en la esquina norte del muro. Hay aberturas de ventanas con alféizares y dinteles de piedra caliza sobre el segundo piso. El primer y segundo piso, que dan a 12 West 56th Street, están sujetos a un acuerdo de pared partida y carecen de ventanas. La fachada este de 10 West 56th Street carece de una decoración ornamentada, a pesar de que se había desarrollado casi simultáneamente con 12 West 56th Street, estando separada de esta última casa por un patio. Esto contrastaba con el diseño de 12 West 56th Street, que tenía un ala que daba al patio.

### Interior
Según el Departamento de Planificación Urbana de la ciudad de Nueva York, la casa tiene 1528 m². El interior de la casa tiene una escalera de mármol. En el segundo piso, un balcón da a la planta baja. Los elementos decorativos incluyen columnas corintias y yeserías decorativas, mientras que la parte trasera de la casa tiene ventanales de vidrio. Ya en 1920, se registró que la casa tenía ascensor. También hay dos pisos de sótano.
La disposición de la casa ha cambiado a lo largo de los años. Cuando la casa fue comprada por la aviadora Jacqueline Cochran en 1945, su tienda de cosméticos tenía ventas y recepción en el primer piso, una sala de exhibición en el segundo piso, oficinas administrativas en el tercer piso y capacitación de personal y ventas en el cuarto al sexto piso.. Cuando la casa fue comprada en 1992 por la empresa japonesa de pedidos por correo Felissimo, el interior estaba arreglado de acuerdo con los principios del feng shui. El primer piso fue remodelado como un invernadero para vender productos de jardinería, el segundo piso vendió ropa, el tercer piso vendió muebles de sala y comedor y el cuarto piso tenía un salón de té. A 2010 , los pisos primero al cuarto fueron diseñados para uso minorista, mientras que los pisos superiores fueron diseñados para uso de oficina.

## Historia
La casa se encargó a Frederick C. Edey, un corredor de bolsa que inicialmente trabajó para Charles C. Edey & Sons. De 1886 a 1892, fue socio de la firma HB Hollins & Co. con HB Hollins; en los años siguientes, Edey fundó varias empresas y se unió a numerosos clubes de caballeros. Hollins y Edey viajaron juntos de Long Island a Midtown, y su empresa trabajó con J.P. Morgan & Co. En 1893, Frederick se había casado con Sarah "Birdsall" Otis, la hija del político James Otis. Birdsall era una socialité que ocupó numerosos puestos de liderazgo en Girls Scouts of America, varias agencias de sufragio femenino y asociaciones de poesía. Los Edey tuvieron una hija, Julia, nacida en 1894. Los Edey también tenían una casa en Long Island en Bellport, Nueva York.

### Residencia

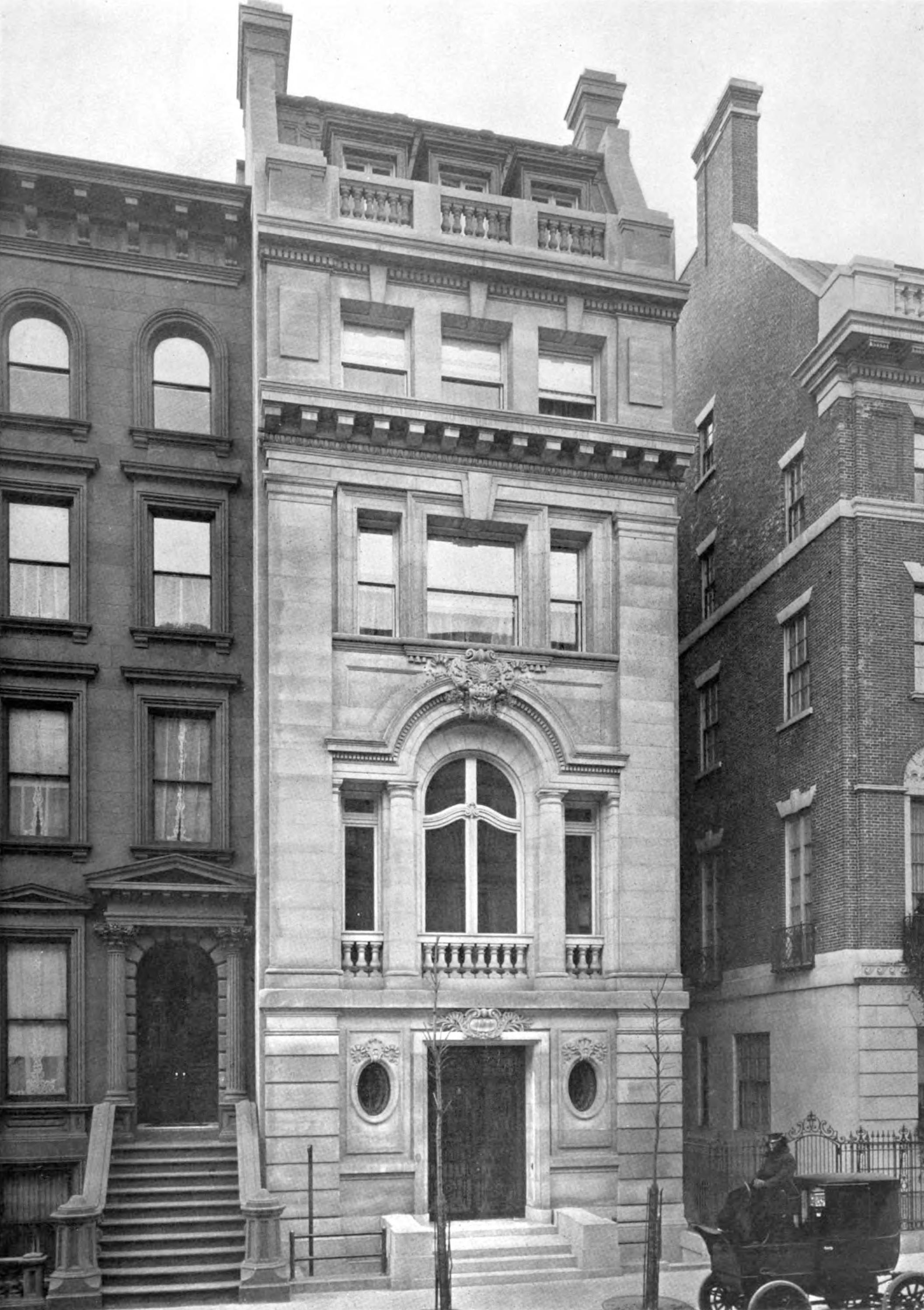
Aspecto original de la casa en 1903

En febrero de 1899, Hollins compró un lote de 22,9 por 30,5 m en 10-14 West 56th Street, en su acera sur a unos 76,2 m oeste de la Quinta Avenida. Hollins vendió los 7,6 m del lote a finales del mismo mes. En el resto del sitio, planeaba construir una residencia de 11,6 m, con un desnivel entre su casa y el lote que acababa de vender. Edey fue registrado como el comprador del lote de 25 pies de ancho en 10 West 56th Street. Estos eran los únicos dos lotes baldíos en la cuadra en ese momento. Hollins y Edey acordaron construir sus casas conjuntamente y construir sus respectivas casas hasta la línea del lote. Hollins contrató a McKim, Mead & White para diseñar su casa, pero un convenio de 1881 impidió que Edey construyera una estructura hasta 1901. Como resultado, Hollins pudo comenzar a trabajar en su casa de inmediato, mientras que Edey tuvo que esperar.
Cuando finalmente se permitió a los Edey construir su casa, contrataron a Warren y Wetmore. La empresa presentó planes para una vivienda de ladrillo y piedra con techo de pizarra a mediados de 1901, con un costo proyectado de 50.000 dólares. La familia se mudó a la casa dos años después. Durante la siguiente década, las familias Edey y Hollins no organizaron ningún evento juntas, y ni The Brooklyn Daily Eagle ni The New York Times mencionaron las dos casas como pareja. Según un censo de 1905 realizado por el gobierno del estado de Nueva York, la familia Edey vivía en la casa con diez sirvientes.
La casa se utilizó en 1908 para albergar el matrimonio de Daisy Taylor y Stephen Chase. La casa de la calle 56 de los Edeys también se utilizó para varios eventos durante la década de 1910. Esto incluyó un baile de debutante en 1912, un baile en beneficio del Fondo de Aire Fresco de Ruloff en 1914, y un evento en nombre de la sobrina de los Edey, Mary F. Edey en 1916. Mientras los Edey estaban en su finca de Bellport en 1912, la casa experimentó un robo inusual en el que el ladrón encerró a un sirviente en un armario y solo se llevó la llave de la puerta. A mediados de la década de 1910, el vecindario circundante se estaba convirtiendo rápidamente en una zona comercial, y muchas casas adosadas vecinas se convirtieron para uso comercial. Birdsall Otis Edey finalmente vendió la casa a finales de 1919 a Frangold Realty Company. Poco después de la venta de la casa Edey, se construyó el sexto piso.

### Uso comercial

#### Mediados delsigloXX

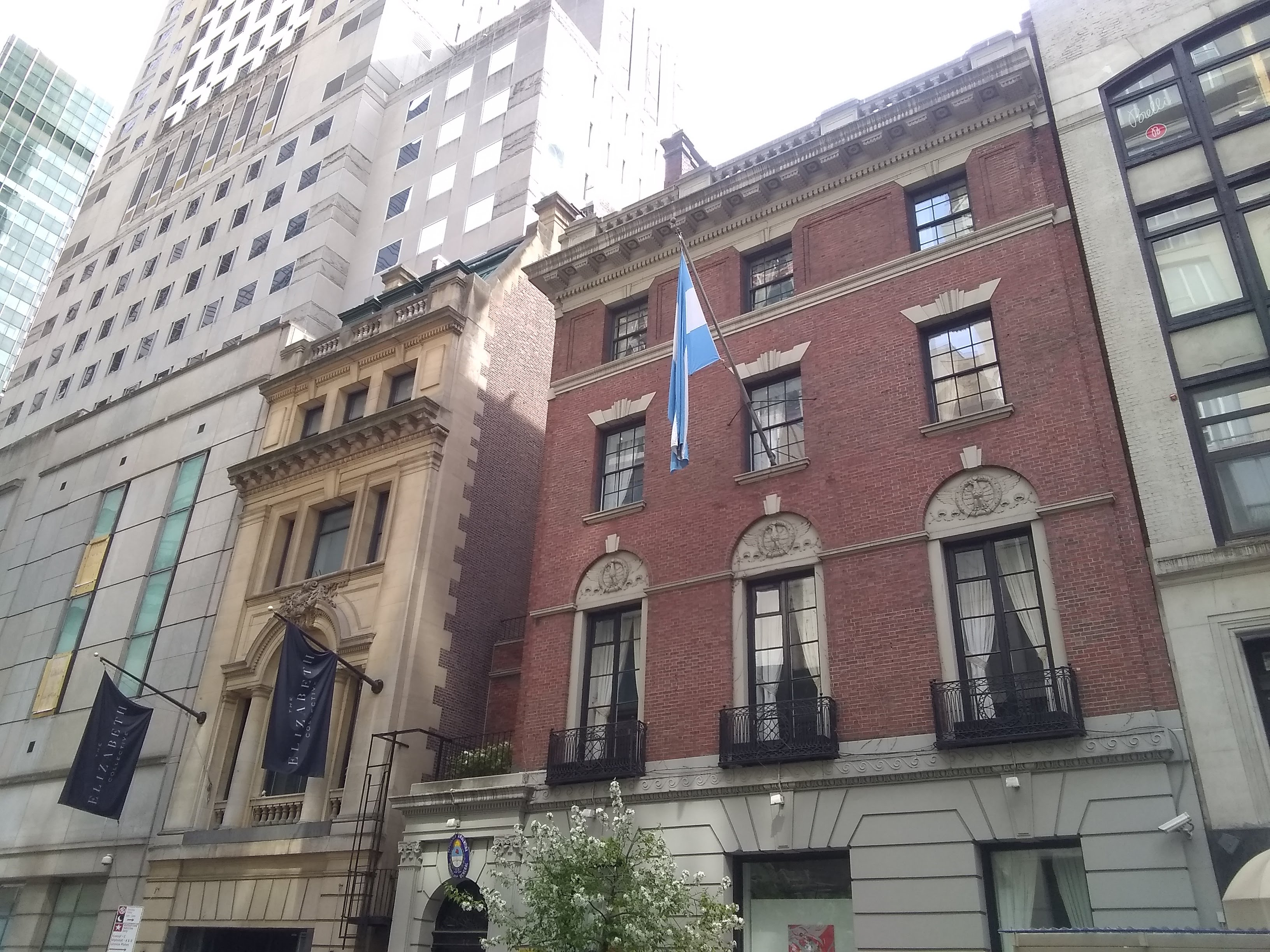
El espacio entre 10 y 12 West 56th Street, originalmente un patio, ahora contiene la entrada número 12.

En enero de 1920, la residencia fue trasladada a una modista de lujo, Madame Frances. La tienda abrió dos meses después con una muestra de "abrigos, vestidos de calle, vestidos de noche y sombrerería", según The New York Times. En 1924, la tienda y el sótano se habían alquilado a Adelaide W. Howard para un salón de té. Madame Frances se mudó durante 1926 o 1929 y firmó un nuevo contrato de arrendamiento en 1934. Los propietarios de Madame Frances Inc, Frances y Nathan B. Spingold, adquirieron posteriormente el edificio. El edificio fue arrendado a Boue Soeurs, una tienda de vestidos y lencería, en 1937 durante veintiún años. Dos años después, Boue Soeurs se mudó a un edificio adyacente a la tienda insignia de Tiffany & Co. en la cercana 57th Street.
Lloyds Furniture Galleries alquiló un espacio en el edificio en 1940. Se amplió la entrada para los productos de la tienda. En junio de 1944, la casa fue arrendada al productor de cine Mike Todd, quien operó sus oficinas allí hasta que la casa se vendió en agosto de 1945. La nueva propietaria, Jacqueline Cochran, planeaba usar la casa para su tienda de cosméticos. La tienda de Cochran apenas duró un año antes de que Plummer Ltd, una tienda de porcelana, comprara la casa en noviembre de 1946. La casa contenía la sala de exposiciones de moda de Erik Braagaard en 1949. La actriz Elizabeth Taylor, que había estado casada con Mike Todd, vivió en la casa durante dos o tres años a mediados de la década de 1950. En 1958, la casa sirvió como "el primer centro comercial coreano en los Estados Unidos", operado por el cónsul coreano.

#### Finales delsigloXXhasta la actualidad
La casa se convirtió en tienda de Felissimo en 1992. El interior fue remodelado por el diseñador de interiores Clodagh junto con Robert Pierpont. La tienda se cerró temporalmente por una renovación de tres meses en 1998. Fue renovada nuevamente a principios de 2001, convirtiéndose principalmente en un espacio de exhibición. Tras la segunda renovación, fue descrita como un "estudio de diseño con una pequeña tienda en el primer piso". El 24 de julio de 2007, la Comisión de Preservación de Monumentos Históricos de la Ciudad de Nueva York designó la antigua residencia Edey en 10 West 56th Street como un lugar emblemático de la ciudad, junto con la residencia Henry Seligman en 30 West 56th Street. Para 2010, el edificio estaba vacío. Durante el Día de San Valentín en febrero de 2011, el espacio se utilizó para una pop-up retail, Heart Boutique, en beneficio de la Asociación Estadounidense del Corazón.
El multimillonario mexicano Carlos Slim compró la casa en mayo de 2011 por 15,5 millones de dólares. En febrero de 2015, el John Barrett Salon firmó un contrato de 1500 m² de arrendamiento para el edificio. El salón acordó pagar por el espacio 108 333 dólares menusales, o sea 1,3 millones al año. Los propietarios del salón habían planeado que el edificio fuera su buque insignia y el "salón de lujo más grande de Estados Unidos". El salón no pagó un año de alquiler, lo que llevó a Slim a demandarlo en el Tribunal Civil de la ciudad de Nueva York en 2016. Slim ganó la demanda en enero de 2017 y el salón John Barrett se mudó, pero el salón aún no pagó el alquiler atrasado, lo que llevó a Slim a presentar una segunda demanda en abril de 2017 para recuperar el impago. La casa fue alquilada en 2018 por Elizabeth Collective, una galería operada por Maison Gerard. Esta se sometió a algunas renovaciones antes de que se abriera la galería en 2019.